# Nagyítás (optika)

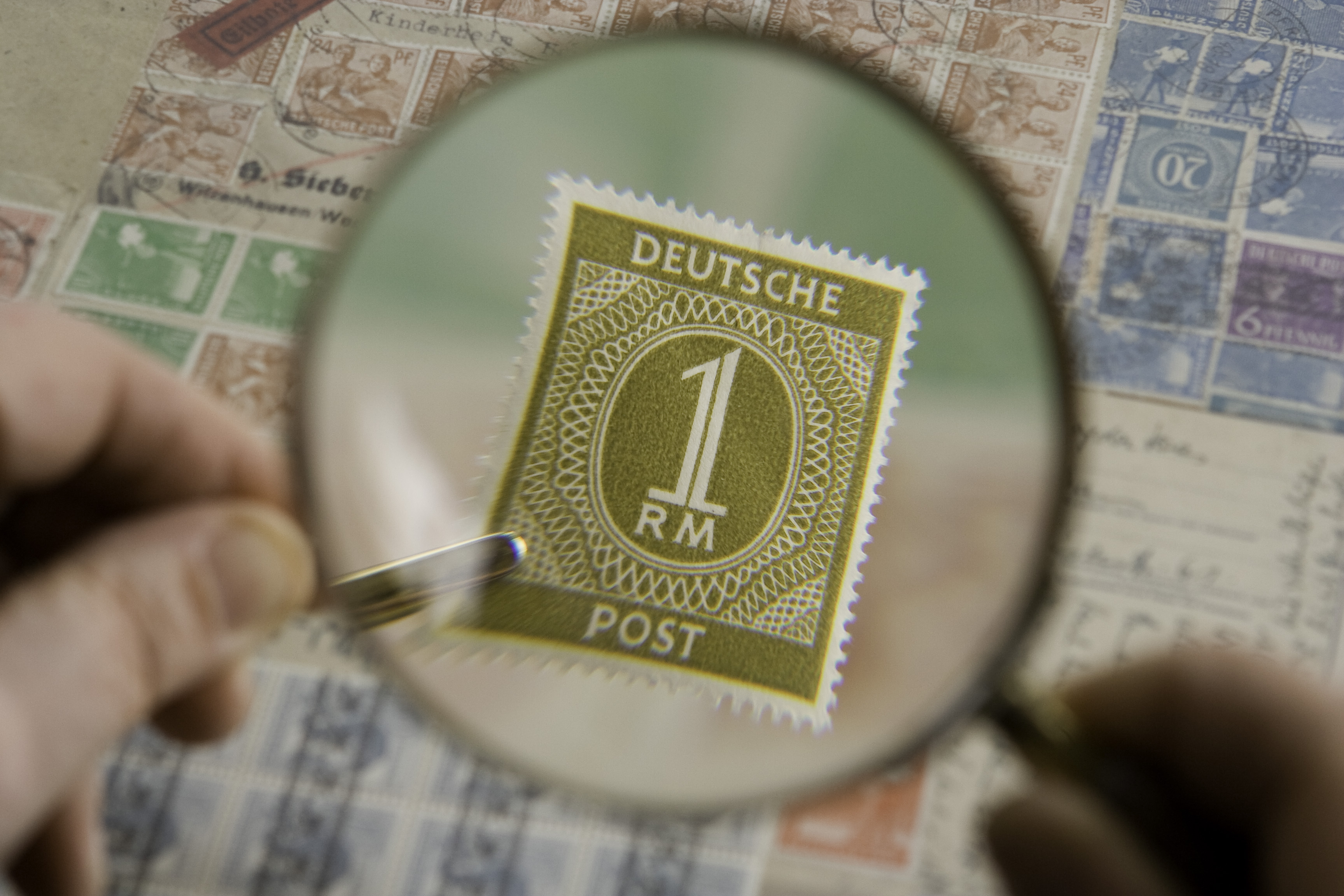
Nagyító használatával a bélyeg nagyobbnak látszik

A nagyítás az optikában kép és a tárgy hosszának, illetve ezek távolságának a hányadosa. Mérték, amely megmutatja, hogy egy optikai rendszer mennyire változtatja meg a tárgy méreteit a képalkotás során. 

Általánosabban: nagyítás alatt egy kép méretének megnövelését értjük, optikai, nyomdai úton vagy digitális képfeldolgozás által. A nagyítás nem változtatja meg a kép perspektíváját (távlatát).

## Nagyítás
A nagyítás:
{\displaystyle N={\frac {K}{T}}={\frac {k}{t}},}
ehhez a távolságtörvényt is hozzávéve:
{\displaystyle N={\frac {K}{T}}={\frac {k}{t}}={\frac {f}{t-f}}={\frac {k-f}{f}},}
ahol N a nagyítás, T a tárgy magassága, K a kép magassága, t és k a tárgy- és a képtávolság, f a fókusztávolság vagy gyújtótávolság.
(N > 0: valódi kép, N < 0: látszólagos kép.)
Távolságtörvény vagy lencsetörvény: egy objektív akkor alkot éles képet, ha a gyújtótávolság, valamint a tárgy- és képtávolság között a következő összefüggés áll fenn:
{\displaystyle {\frac {1}{f}}={\frac {1}{k}}+{\frac {1}{t}}.}

### Lineáris nagyítás
A lineáris nagyítás a kép és a tárgy magasságának az aránya:
{\displaystyle N={\frac {k}{t}}.}
Amennyiben N > 1, a rendszer nagyít.

### Szögnagyítás
A kép és a tárgy látószögének aránya:
{\displaystyle Nsz={\frac {\beta }{\alpha }},}
kis szögek esetére:
{\displaystyle Nsz={\frac {tg\beta }{tg\alpha }}.} 

### Az okulár nagyítása
Egy távcső nagyítását az okulár határozza meg. A nagyítás a távcső objektív - (F) és az okulár (f) fókusztávolságának hányadosa:
{\displaystyle N={\frac {F}{f}}.}
Minél kisebb az okulár fókusztávolsága, annál nagyobb a nagyítás. Mivel egyetlen okulár sem alkalmas minden egyes égitest megfigyelésére, ezért a távcsőhöz 3-4 különböző okulárt kell alkalmazni.

### Üres nagyítás
A nagyításnak van egy határa, amely fölött már nem láthatóak újabb részletek, ezt nevezik üres nagyításnak. Célszerű azonban ennél a határnál kétszer-háromszor vagy akár négyszer erősebb nagyítást alkalmazni, mert a finom részletek így jobban elkülönülnek egymástól, megkülönböztetésükkel nem fárad ki a szem.

## Optikai rendszerek számítása

### A vékonyoptikai lencsenagyítása
{\displaystyle N={f \over f-t}}
ahol f a lencse fókusza, t a lencse és a tárgy közötti távolság. A valódi kép negatív, fordított állású, a látszólagos kép pedig pozitív, egyenes állású, oldalhelyes.
Ha a lencse és a kép közötti távolság dk, a kép magassága km,  a tárgy magassága tm , akkor a nagyítás az alábbi egyenlettel írható le:
{\displaystyle N=-{d_{k} \over d_{t}}={k_{m} \over t_{m}}.}

### Fényképezés
Fényképezésnél a film vagy más képérzékelő mindig valós képet ad. A kép tehát fordított, de a kereső adhat egyenes állású, látszólagos képet (az amatőröknek furcsa lehet a fordított kép). Megállapodás szerint a nagyítás pozitív, ezért a meghatározása:
{\displaystyle N=+{d_{k} \over d_{t}}}

### Teleszkóp
A teleszkóp szögnagyítása:
{\displaystyle N_{sz}={f_{1} \over f_{2}}}

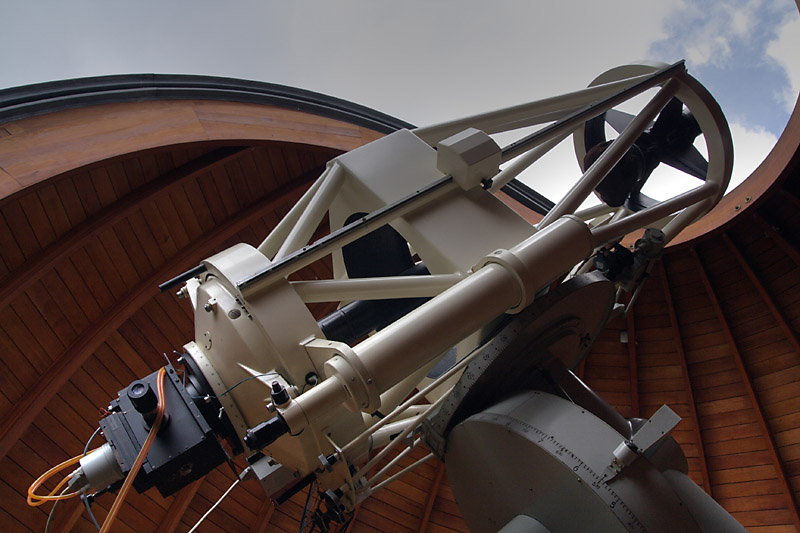
600 mm-es teleszkóp Ostrowikban (Lengyelország)

ahol f1 az objektív-, f2 pedig a szemlencse gyújtótávolsága.

### Nagyító
A nagyítóknál a szögnagyítást veszik alapul. A látószög a tárgy két egymástól legtávolabb lévő pontjából a szembe érkező fénysugarak által bezárt szög. 

A szögnagyítás:
{\displaystyle N_{sz}={\frac {\beta }{\alpha }},}
ahol β a nagyítóval észlelt, α pedig a szabad szemmel látható látószög.
Kis szögek esetén:  {\displaystyle N_{sz}={\frac {tg\beta }{tg\alpha }}}.

#### Egyszerű nagyító (lupe)

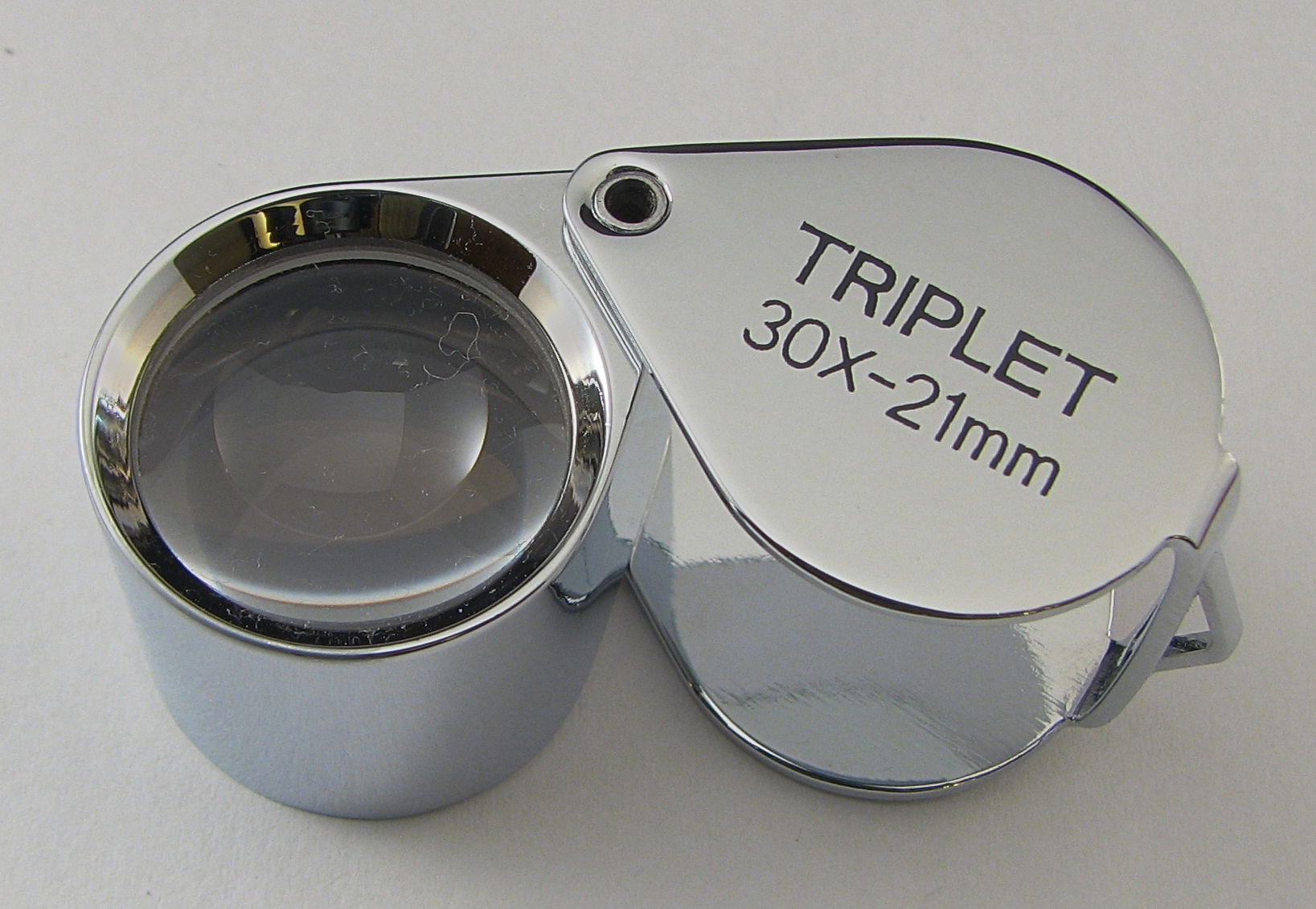
30-szoros nagyítású, 21 mm átmérőjű lupe

Az egyszerű nagyító egy gyűjtőlencse, amely a fókusztávolságán belül lévő tárgyról a tiszta látás távolságán belül - ez mintegy 25 cm. - látszólagos, egyenes állású, nagyított képet ad. A lupe szögnagyításának abszolút értéke:
{\displaystyle N_{nsz}={\frac {|d|}{f}}+1,}
ahol d a tiszta látás távolsága, f pedig a fókusz- vagy gyújtótávolság.

### Mikroszkóp
Két gyűjtőlencse-rendszerből álló összetett nagyító, a tárgyról fordított állású, látszólagos, nagyított képet ad.
A szögnagyítása:
{\displaystyle N_{sz}={dl \over f_{1}f_{2}}}.
ahol d a tiszta látás távolsága, l a tubushossz, f1 az objektív-, f2 pedig a szemlencse fókusztávolsága.

## Fordítás
- Ez a szócikk részben vagy egészben a Magnification című angol Wikipédia-szócikk fordításán alapul.  Az eredeti cikk szerkesztőit annak laptörténete sorolja fel. Ez a jelzés csupán a megfogalmazás eredetét és a szerzői jogokat jelzi, nem szolgál a cikkben szereplő információk forrásmegjelöléseként.

## Külső hivatkozások
- Tankönyvtár|Oxford - Typotex Fizikai Kislexikon-17.N
- A mélységélesség számítása

1. ↑  Tankönyvtár|Oxford - Typotex Fizikai Kislexikon-17.N A lineáris nagyítás jele γ is lehet.
2. ↑  Tankönyvtár|Oxford - Typotex Fizikai Kislexikon-17.N A szögnagyítást cos2 θ-val vagy θ-val is jelölhetik.